# Podobeno
Podobeno är en by i Gorenja vas-Poljane, nära Škofja Loka i Slovenien. Enligt folkräkningen år 2019 hade Podobeno 60 invånare, upp sedan 2014 då orten hade 52 invånare. Trots sin ringa storlek har byn ett litet turistboende och en bar.
Vattendragen Sevniščica och Delniščica och bildar tillsammans floden Ločivnica som rinner nedströms cirka tre kilometer till Poljane nad Škofjo Loko där den möter Poljanska Sora. Den gamla bron som gick från vägen in till Podobenos östra del förstördes under översvämningarna i Slovenien och fick byggas om på nytt.

## Galleri

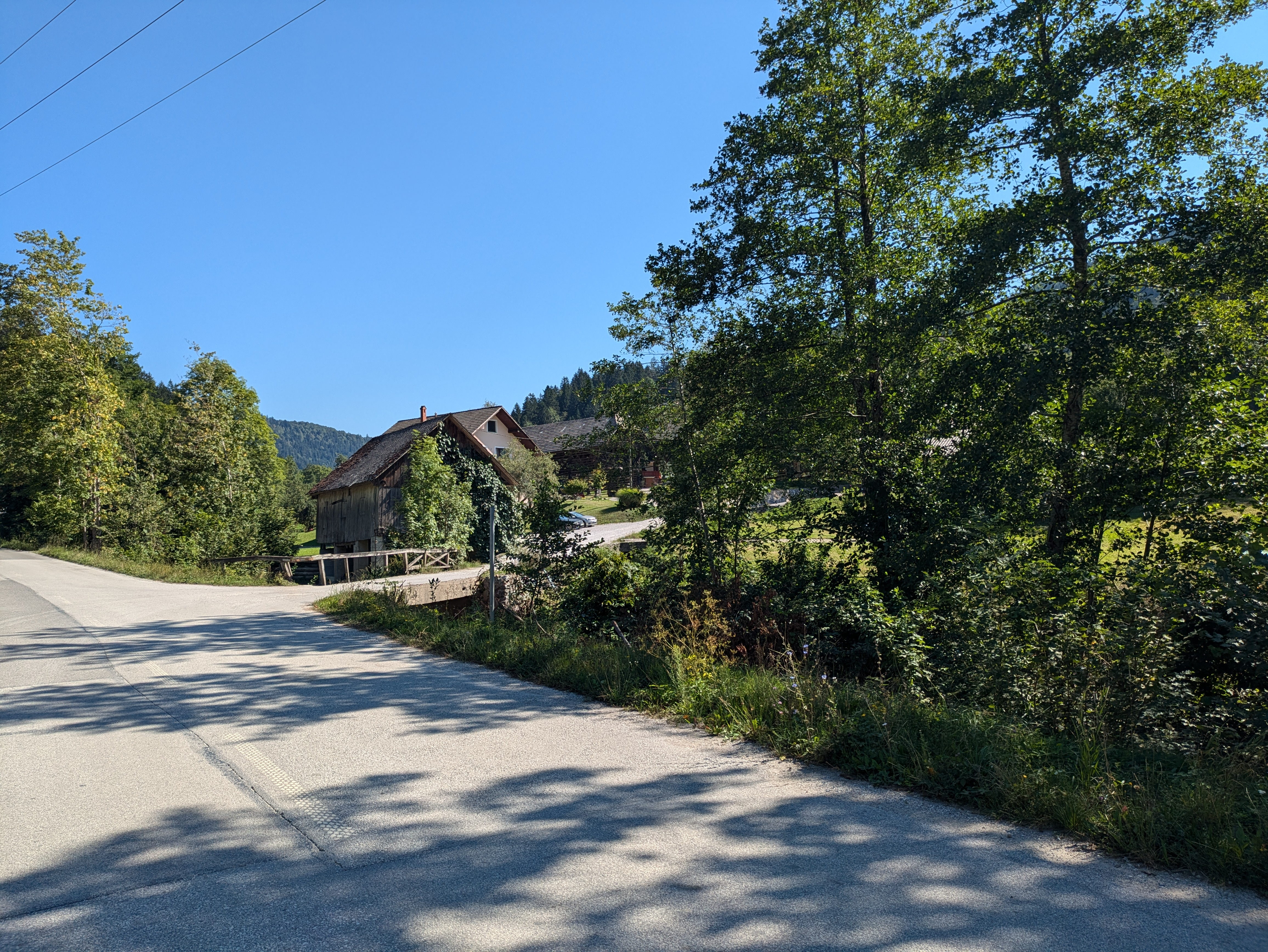
Den nya betongbron som byggdes efter översvämningarna 2023, notera det annorlunda räcket. Augusti 2024.
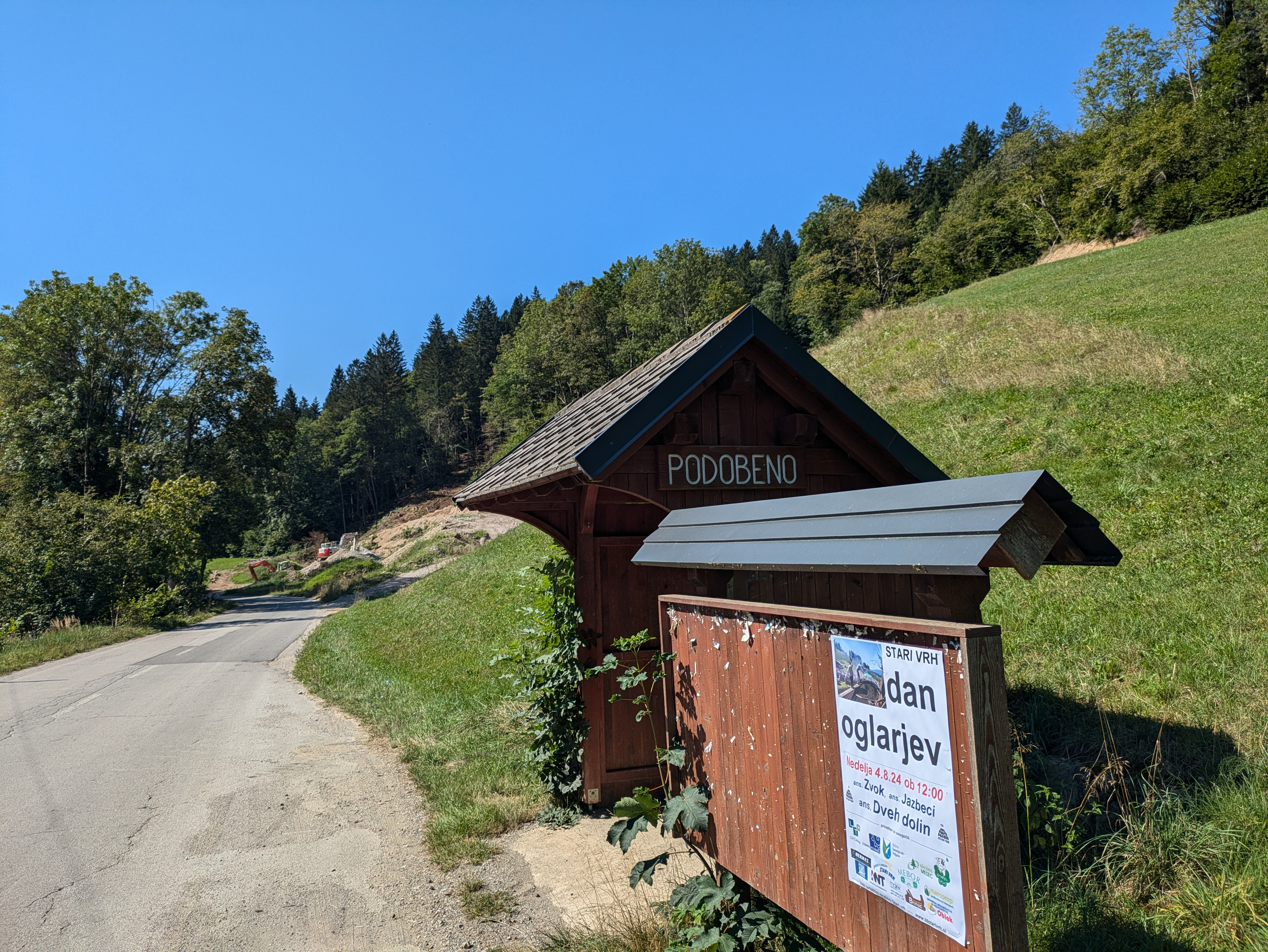
Busstation och anslagstavla vid Podobeno, augusti 2024.